# Camilla Zanolini
Camilla Zanolini (* 26. März 2003 in Legnago) ist eine italienische Tennisspielerin.

## Karriere
Camilla Zanolini wurde in Legnago geboren, wuchs aber in Bovolone in der Provinz Verona auf. Im Alter von fünf Jahren begann sie mit dem Tennisspielen. Sie spielte zunächst für den Tennisclub Cerea und wechselte mit 16 zum AT Verona.
Zanolini spielt bislang vorrangig Turniere der ITF Women’s World Tennis Tour, wo sie bisher drei Titel im Einzel gewinnen konnte. 

## Turniersiege

### Einzel
| Nr. | Datum              | Turnier  | Kategorie | Belag     | Finalgegnerin                 | Ergebnis      |
| --- | ------------------ | -------- | --------- | --------- | ----------------------------- | ------------- |
| 1.  | 9. Juli 2023       | Monastir | ITF W15   | Hartplatz | Lamis Alhussein Abdel Aziz    | 4:6, 6:4, 6:2 |
| 2.  | 29. September 2024 | Monastir | ITF W15   | Hartplatz | Sofia Elena Cabezas Dominguez | 6:2, 6:1      |
| 3.  | 23. Februar 2025   | Monastir | ITF W15   | Hartplatz | Silvia Ambrosio               | 6:4, 6:4      |